# Karlino
Karlino (Körlin an der Persante fino al 1945) è un comune urbano-rurale polacco del distretto di Białogard, nel voivodato della Pomerania Occidentale.
Ricopre una superficie di 141,02 km² e nel 2005 contava 9 082 abitanti.
Località urbane e rurali circostanti e relativi nomi tedeschi in uso fino al 1945
| - Daszewo (Dassow) - Domacyno (Dumzin) - Garnki (Garchen) - Gościnko (Klein Jestin) - Karlinko (Vorwerk Körlin) - Karścino (Kerstin) - Karwin (Karvin) - Kowańcz (Kowanz) - Krukowo (Kruckenbeck) | - Lubiechowo (Lübchow) - Malonowo (Mallnow) - Mierzyn (Alt Marrin) - Mierzynek (Neu Marrin) - Pobłocie Wielkie (Groß Pobloth) - Syrkowice (Zürkow) - Ubysławice (Rüwolsdorf) - Zwartowo (Schwartow) |

Località minori:
| - Brzeźno (Hoppekathen) - Chotyń (Neu Kowanz) - Czerwięcino (Emmasthal) - Dębolas (Forsthaus Stadtwald) - Kozia Góra (Koseeger) - Krzywopłoty (Stadtholzkaten) | - Lubiechowo-Przystanek (Lübchow-Bahnhof) - Poczernino (Putzernin) - Wietszyno (Johannesthal) - Witolub (Hühnerheide) - Wyganowo (Kuhhagen) |

La località Fuchsmühle (in polacco Lisiny) non è più esistente.